# FC Rànger's
FC Rànger's is een Andorrese voetbalclub die haar thuiswedstrijden speelt in het Estadi Comunal d'Aixovall.

## Geschiedenis
Rànger's speelde vanaf het seizoen 2001/02 tot en met het seizoen 2008/09 acht seizoenen in de Lliga de Primera Divisió, de hoogste divisie van Andorra. Rànger's werd in 2006 en 2007 landskampioen. Het nam in 2007 als eerste Andorrese team deel aan de (voorrondes van de) UEFA Champions League. In 2009 degradeerde de club rechtstreeks naar de Lliga de Segona Divisió. In het seizoen 2010/11 eindigde Rànger's op de tweede plaats en promoveerde het rechtstreeks naar de hoogste divisie, omdat FC Lusitanos B niet mocht overgaan. In 2012 degradeerde de club andermaal en speelt in 2012/13 weer in de Lliga de Segona Divisió. Na een tweede plaats in de reguliere competitie mocht de ploeg in 2024 promotie-/degradatiewedstrijden spelen tegen CE Carroi, de nummer negen uit de Primera Divisió. Nadat de eerste wedstrijd werd verloren met 0-1 won FC Rànger's de tweede wedstrijd met 2-0 en promoveerde zodoende naar de hoogste competitie.

## Eindklasseringen vanaf 2000
| 4 |

| 1 |

| 4 |

| 7 |

| 3 |

| 2 |

| 1 |

| 1 |

| 3 |

| 8 |

| 5 |

| 2 |

| 8 |

| 9 |

| 4 |

| 2 |

| 11 |

| 9 |

| 9 |

| 8 |

| 4 |

| 8 |

| 9 |

| 7 |

| 2 |

| 5 |

| Primera Divisió | Segona Divisió |

## In Europa
#Q = #voorronde, #R = #ronde,T/U = Thuis/Uit, W = Wedstrijd, PUC = punten UEFA coëfficiënten .
Uitslagen vanuit gezichtspunt Rànger's
| Seizoen | Competitie       | Ronde | Land                           | Club                | Totaalscore | 1e W    | 2e W    | PUC |
| ------- | ---------------- | ----- | ------------------------------ | ------------------- | ----------- | ------- | ------- | --- |
| 2005    | Intertoto Cup    | 1R    | Vlag van Oostenrijk            | SK Sturm Graz       | 1-6         | 1-1 (T) | 0-5 (U) | 0.0 |
| 2006/07 | UEFA Cup         | 1Q    | Vlag van Bosnië en Herzegovina | FK Sarajevo         | 0-5         | 0-3 (U) | 0-2 (T) | 0.0 |
| 2007/08 | Champions League | 1Q    | Vlag van Moldavië              | FC Sheriff Tiraspol | 0-5         | 0-2 (U) | 0-3 (T) | 0.0 |

Totaal aantal punten UEFA coëfficiënten: 0.0
Zie ook
- Deelnemers UEFA-toernooien Andorra

Atlètic Club d'Escaldes ·
CE Carroi ·
CF Esperança d'Andorra ·
FC Santa Coloma ·
Inter Club d'Escaldes ·
FC Ordino ·  
FC Pas de la Casa ·
Penya Encarnada d'Andorra ·
FC Rànger's ·
UE Santa Coloma